# Bestair
Bestair (Bestair Havayollari) fue una aerolínea con base en Estambul, Turquía. Era una aerolínea chárter privada que efectúa vuelos de cabotaje e internacionales. Sus aeropuertos principales eran el Aeropuerto Internacional Atatürk, en Estambul y el Aeropuerto de Antalya.

## Historia
La aerolínea comenzó a operar el 17 de junio de 2006. Fue fundada por Tunca Group y el consejero delegado de la aerolínea es Bahtisen Tunca.

## Destinos
Bestair efectuaba vuelos que conectan Estambul y Antalya con destinos de Alemania, Bélgica, Suiza y el Reino Unido.

## Flota

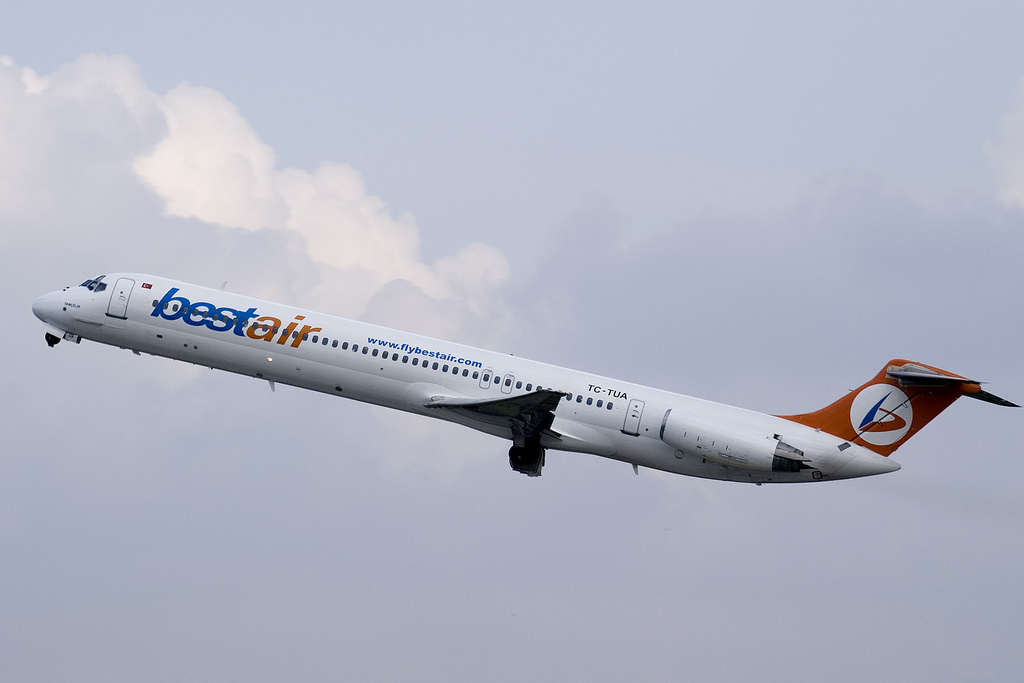
MD-82 de Bestair.

La flota de Bestair incluye los siguientes aviones (a 26 de febrero de 2010):
- 1 McDonnell Douglas MD-82 (que opera para Onur Air)

A 26 de febrero de 2010, la media de edad de la flota de Bestair es de 27,3 años.